# Socialistes de Catalunya
Socialistes de Catalunya va ser una coalició electoral que es va presentar a les eleccions generals espanyoles de 1977 al Congrés dels Diputats, formada per candidats procedents del Partit Socialista de Catalunya-Congrés de la Federació Catalana del Partit Socialista Obrer Espanyol PSOE i independents.
Els 11 diputats escollits de la llista de la demarcació de Barcelona foren:
- Joan Reventós i Carner Partit Socialista de Catalunya-Congrés
- Josep Maria Triginer i Fernández Partit Socialista Obrer Espanyol
- Josep Andreu i Abelló PSC-C
- Raimon Obiols PSC-C
- Lluís Fuertes i Fuertes PSOE
- Eduardo Martín Toval PSC-C
- Juli Busquets i Bragulat Independent
- Francesc Ramos i Molins PSOE
- Marta Mata i Garriga PSC-C
- Rodolf Guerra i Fontana Independent
- Carles Cigarran i Rodil PSOE

El diputat per la llista de Lleida va ser:
- Felip Lorda i Alaiz PSC-C

El diputat per la llista de Tarragona va ser:
- Josep Vidal i Riembau PSC-C

Els 2 diputats per la llista de Girona foren:
- Ernest Lluch i Martín PSC-C
- Rosina Lajo Pérez